# Human (canção de The Killers)
"Human" é uma canção da banda americana de rock alternativo The Killers, e foi lançado como primeiro single do terceiro álbum de estúdio Day & Age. Estreou no programa de Zane Lowe, à noite na BBC Radio 1 em 22 de setembro de 2008, com uma versão digital em 30 de setembro de 2008. A canção se tornou o terceiro single da banda a atingir o top 5 na UK Singles Chart. E também o seu primeiro hit top 10 na Holanda (com um pico de #2). A canção foi lançada em um disco de vinil de 7 polegadas em todo o mundo durante o mês de novembro, com um lado B, intitulado "A Crippling Blow".

## Antecedentes
Em uma entrevista para a seção Smoking da revista Rolling Stone, Brandon Flowers descreveu "Human" como "Johnny Cash satisfaz os Pet Shop Boys". Flowers afirmou que a canção foi criada com Stuart Price, durante o trabalho com ele no álbum Sawdust, e mudou muito pouco desde então. Ele confessão que não colocou no álbum Sawdust porque a descreveu como uma canção "muito boa".
A arte da capa do single é um retrato do guitarrista da banda Dave Keuning, e é um dos quatro retratos desenhados por Paul Normansell para o álbum.
Em 25 de novembro de 2008, a canção estava disponível como conteúdo para download do jogo Guitar Hero World Tour.
A faixa também foi remixada pelos DJs de popular trance Armin van Buuren e Ferry Corsten.
O lançamento digital inicial da canção estava faltando os primeiros acordes da versão verdadeira.

## Recepção
Em uma entrevista para o jornal The Observer, afirmam que a faixa "é um cruzamento entre New Order e Bruce Springsteen- que deve agradar aos fãs de 'Mr. Brightside'." Chris Williams da Billboard deu uma opinião positiva, ecoando a opinião do The Observer, "fundindo uma melodia como Boss sobre um rave-up de New Order." Ele também elogiou a canção como um "alongamento a sonoridade do rock alternativo, que tem cada vez mais difícil diferenciar entre o rock mainstream." Music Radar elogiou a canção em sua revisão para Day & Age, dizendo "Um gentil e faseado riff de guitarra leva essa bela canção ao lado suave da new wave dos anos 80." Caryn Ganz da Rolling Stone deu uma pontuação de três estrelas e meia, chamando-o de "delicioso". "Human" foi eleita a Melhor Canção de 2008 pelos leitores da Rolling Stone.
Em 2009 foi ranqueada pela rádio XFM na posição #77 nas 100 Grandes Canções de Todos os Tempos no Reino Unido.
Em dezembro de 2009, foi eleita a 25ª canção da década, por ouvintes da estação de música do Reino Unido, Absolute Radio.

## Música e letras
Confusão e debates na linha "Are we human, or are we dancer?", o coro a canção devido a sua gramática incomum. A discussão sobre a letra da canção rolou em toda a internet sobre "denser" ou "dancer", um mal-entendido que invocou interpretações conflitantes sobre o significado da canção. No site oficial da banda, a seção de biografia de Flowers ele está cantando "Are we human, or are we dancer?" e também diz que a letra foi inspirada por um comentário depreciativo feito por Hunter S. Thompson onde afirmava que a América foi aumentando "uma geração de bailarinos". Em uma entrevista para a Rolling Stone, Flowers disse que estava irritado com a confusão sobre as letras e também que os fãs estavam descontentes com a dança beat na música: "É suposto ser uma música dançante, [o ritmo] vai com o refrão ... Se você não pode fazer isso, você é um idiota. Eu só não entendo por que há uma confusão sobre o assunto."

## Performance nas paradas
Nos EUA, "Human" estreou na posição de número 13 na Alternative Songs, e sua melhor posição foi a de #6. Este é a sexta canção top 10 na parada. A canção estreou na posição de número 32 na Billboard Hot 100 na semana de 18 outubro de 2008, tornando-se o terceiro single do The Killers no top 40. Atingiu a posição de número 3 na UK Singles Chart e no Canadian Hot 100, onde estreou na nona posição. Estreou na posição #34 na RIANZ da Nova Zelândia, e entrou na posição #4 na Noruega, mais tarde atingindo a primeira posição. alcançou o top dez na Irlanda e na Suécia. A canção estreou na posição #48 na Austrália, e depois conseguiu atingir a posição de número 28.

## Versões covers
- "Human" foi regravado por Renārs Kaupers em Moscow RAMP 2009.
- O cantor britânico Robbie Williams fez um cover da canção no Live Lounge na BBC Radio 1
- Coldplay incorporou parcialmente o coro para a canção "Viva la Vida" no Honda Center em Anaheim, 25 de novembro de 2008.
- Tom Morello gravou uma versão acústica para The Nightwatchman no EP ao vivo Live at Lime.
- A cantora de Folk, Christine Lavin gravou uma versão acústica da canção para seu álbum de 2009 Cold Pizza for Breakfast.
- A cantora australiana Grace Bawden lançou uma versão da canção em julho de 2010.[20][21]
- A canção também foi cantada pela banda The Baseballs.

## Faixas
1. "Human" – 4:09
2. "A Crippling Blow" – 3:37

Edição limitada do single 12" vinil
1. "Human" – 4:09
2. "A Crippling Blow" – 3:37

Single Europeu
1. "Human" – 4:09
2. "A Crippling Blow" – 3:37

CD Alemão
1. "Human" - 4:09
2. "A Crippling Blow" – 3:37
3. "Human (Armin van Buuren Club Remix)" - 8:11
4. "Human (Videoclipe)" - Enhanced CD

| iTunes remixes EP 1. "Human (Armin van Buuren Radio Remix)" - 3:47 2. "Human (Ferry Corsten Radio Remix)" - 4:26 3. "Human (Pink Noise Radio Edit)" - 4:06 4. "Human (Armin Van Buuren Club Remix)" - 8:11 5. "Human (Ferry Corsten Club Remix)" - 6:53 Remixes promo CD 1. "Human (Armin van Buuren Radio Remix)" - 3:47 2. "Human (Ferry Corsten Radio Remix)" - 4:26 3. "Human (Thin White Duke Edit)" - 5:27 4. "Human (Pink Noise Radio Edit)" - 4:06 5. "Human (Armin Van Buuren Club Remix)" - 8:11 6. "Human (Ferry Corsten Club Remix)" - 6:53 7. "Human (Thin White Duke Club Mix)" - 8:03 8. "Human (Ocelot Remix)" - 4:30 9. "Human (Armin van Buuren Dub Remix)" - 7:25 10. "Human (Ferry Corsten Dub Remix)" - 6:26 11. "Human (Thin White Duke Dub)" - 7:45 12. "Human (Pink Noise Dub)" - 7:08 |

## Posição nas paradas
| País/Parada (2008)                        | Melhor posição |
| ----------------------------------------- | -------------- |
| Alemanha (Media Control Charts)           | 4              |
| Austrália (ARIA)                          | 28             |
| Áustria (Ö3 Austria Top 40)               | 6              |
| Canadá (Canadian Hot 100)                 | 9              |
| Espanha (PROMUSICAE)                      | 1              |
| Estados Unidos (Billboard Hot 100)        | 32             |
| Hungria (Mahasz)                          | 12             |
| Itália (FIMI)                             | 6              |
| Nova Zelândia (RIANZ)                     | 17             |
| Noruega (VG-lista)                        | 1              |
| Polônia (ZPAV)                            | 1              |
| Reino Unido (The Official Charts Company) | 3              |
| Roménia (Romanian Top 100)                | 7              |
| Suíça (Schweizer Hitparade)               | 7              |
| País/Parada (2009)                        | Melhor posição |
| Áustria (Ö3 Austria Top 40)               | 71             |
| Bélgica (Ultratop 50)                     | 15             |
| Dinamarca (Tracklisten)                   | 5              |
| Países Baixos (MegaCharts)                | 2              |

### Paradas anuais
| País/Parada (2008)                        | Posição |
| ----------------------------------------- | ------- |
| Alemanha (Media Control Charts)           | 74      |
| País/Parada (2009)                        | Posição |
| Alemanha (Media Control Charts)           | 21      |
| Itália (FIMI)                             | 19      |
| Reino Unido (The Official Charts Company) | 58      |

### Parada de fim de década
| País/Parada (2000—2009) | Posição |
| ----------------------- | ------- |
| UK Singles Chart        | 87      |

## Prêmios
| Ano  | Cerimônia              | Prêmio                             | Resultado |
| ---- | ---------------------- | ---------------------------------- | --------- |
| 2009 | MuchMusic Video Awards | Melhor Vídeo Internacional - Grupo | Indicado  |

### Vendas e certificações
| País           | Certificação | Vendas     |
| -------------- | ------------ | ---------- |
| Alemanha       | Ouro         | 150 000+   |
| Dinamarca      | Platina      | 15 000+    |
| Suécia         | Ouro         | 10 000+    |
| Reino Unido    | Platina      | 400 000+   |
| Estados Unidos | Platina      | 1 000 000+ |